# Vladimír Skoupil
Vladimír Skoupil (12. května 1920 Brno – 30. srpna 1989 Brno) byl český fotograf.
Od 50. let 20. století byl činný na poli zájmové amatérské fotografie v Brně. Později působil i jako instruktor zájmové fotografie v rámci krajského kulturně-vzdělávacího střediska v Brně (tehdy Domu osvěty ).
V letech 1965–1972 byl spolu s manželkou Soňou Skoupilovou členem fotografické skupiny VOX. Jeho fotografie jsou zastoupeny ve sbírkách Moravské galerie v Brně.

## Výstavy

### Výstavy se skupinou VOX (výběr)
- 1967 Fotografická skupina VOX – Variace. Dům pánů z Kunštátu Brno – Kabinet fotografie J. Funka. Úvodní slovo Igor Zhoř.[6]

### Související stránky
Seznam českých fotografů